# Laas (Gemeinde Kötschach-Mauthen)
Laas ist ein Ort in der österreichischen Marktgemeinde Kötschach-Mauthen in Kärnten.
Das Haufendorf liegt nordwestlich von Kötschach an der Straße nach Oberdrauburg und hat 244 Einwohner (2019). Das LKH Laas hat eine Interne Abteilung und eine Abteilung für chronisch Kranke.

## Kultur und Sehenswürdigkeiten
- Filialkirche hl. Andreas
- Burgruine Pittersberg
- Ehemalige Schmelzanlage, mit Hochofen, Kohlenbarren und Röstanlage, nördlich vom Pittersberg, von 1817 bis 1848 in Betrieb